# Fold escocès

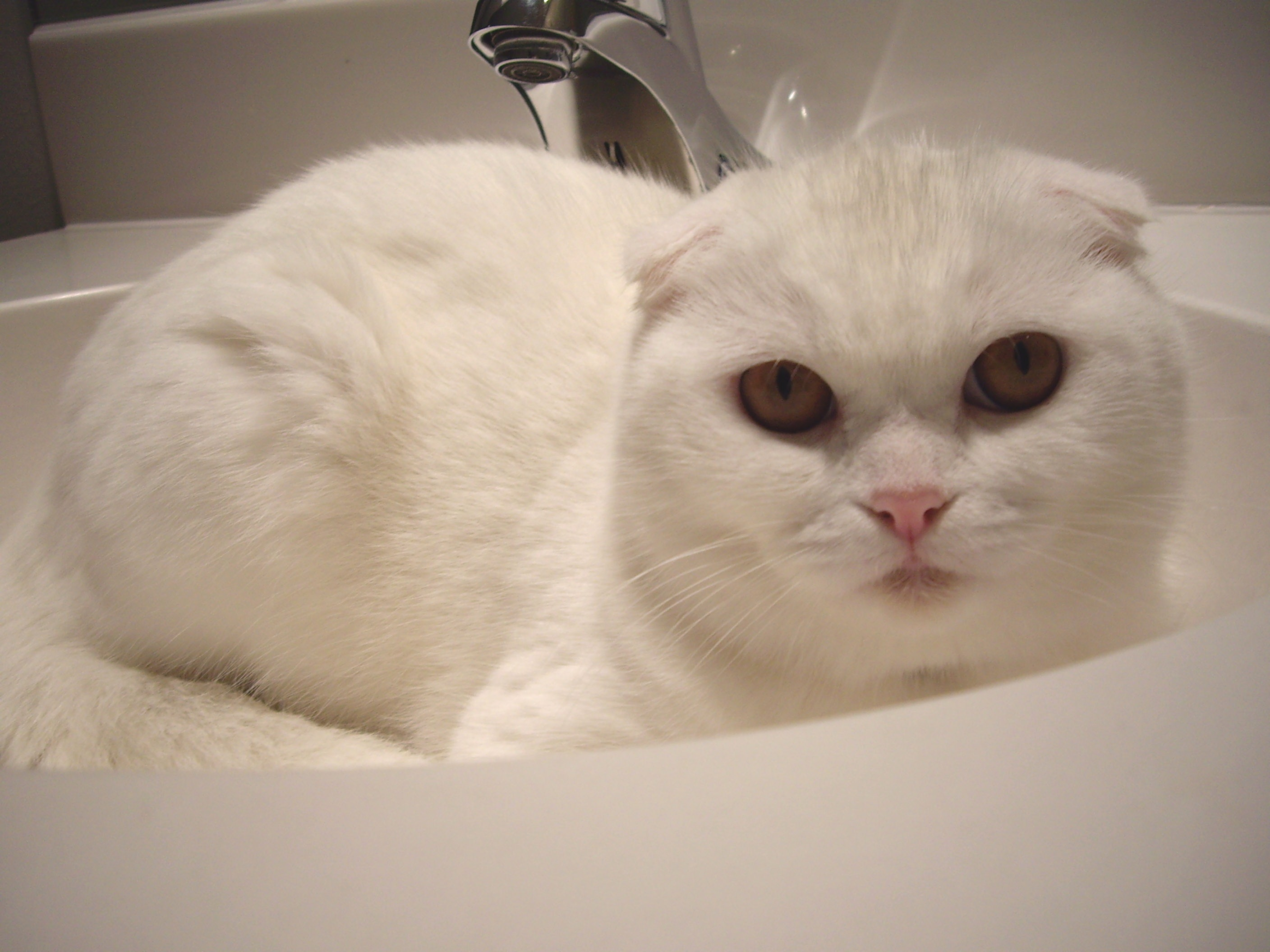
Fold escocès de color blanc.

El Fold escocès és una raça de gat originària d'Escòcia, d'una estructura òssia mitjana i d'una gran musculatura. Posseeix peus rodons i una cua gruixuda de mida mitjana. El seu cap és molt arrodonit, amb petites orelles plegades. El nas és xato i curt i té els pòmuls sortints. El seu pelatge és curt, encara que existeix una versió anomenada Highland Fold que el té semillarg. No tenen un color específic, i posseeixen un caràcter fort i un gran instint caçador. La raça va ser reconeguda com a tal el 1974.

## Orígens
Encara que s'ha parlat de gats xinesos d'orelles caigudes, no es pot dir amb certesa que aquest felí sigui un avantpassat del Fold escocès. Altres gats d'orelles caigudes van néixer a Escòcia el 1961 i van ser seleccionats per crear la raça. El primer a aparèixer va ser una femella sueca anomenada Susie, una gata blanca nascuda l'any 1961. Va ser recollida del carrer per un matrimoni, que alguns mesos més tard van decidir creuar-la amb un gat britànic de pèl curt, i el 1966 van decidir registrar les seves cries com a Folds. La seva principal característica són les seves orelles, les que segons els estudis realitzats n'hi havia prou que un dels progenitors tingui el gen per poder heretar-les.

## Característiques físiques

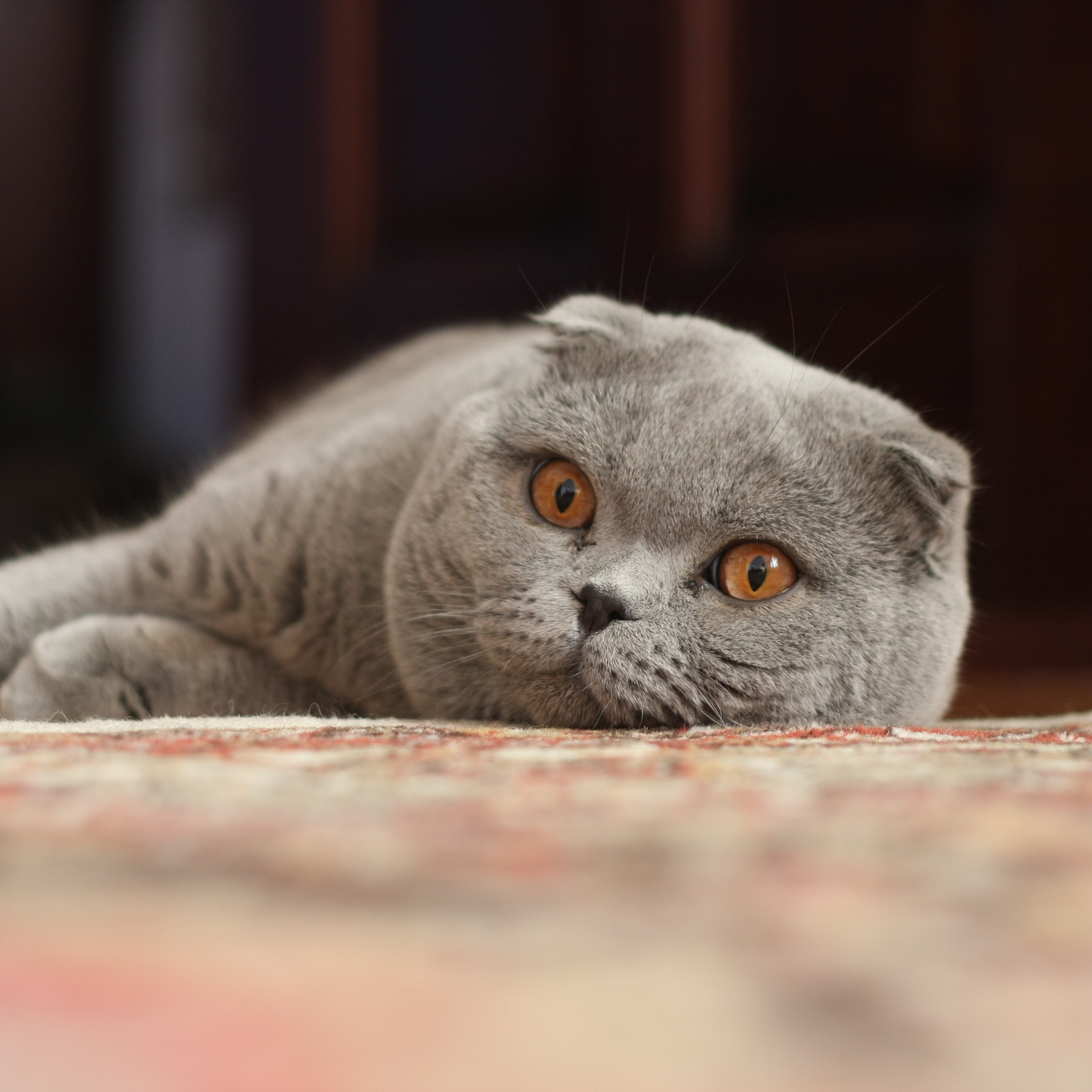
Exemplar adult

Posseeix un cap ample i rodó, però el que la diferencia dels altres són les seves orelles petites i plegades cap endavant i avall, uns ulls rodons separats per un nas ample. No tenen un color específic, i el seu coll és fort i estret. La seva musculatura és generalment robusta, amb una forma compacta, encara que solen pesar molt poc. Les seves extremitats són d'un llarg normal, encara que s'han donat molts casos de cues molt curtes i gruixudes amb la punta rodona. Aquestes anomalies van provocar la seva prohibició en les exposicions britàniques durant un temps, fins que grups interessats es van dedicar a la cria per intentar que totes surtin bé. El seu pèl és molt curt, elàstic i molt suau.

## Caràcter
Aquest animal és molt amistós, dolç i bon company, confia plenament en l'ésser humà i li és molt fàcil adaptar-se a nous entorns. Gairebé mai presenta nerviosisme. En grup generalment segueixen un "líder", que sol ser el pare, imitant tots els seus moviments. Quan es creuen amb altres races són generalment pacífics, encara que sempre atents. Els parts solen ser tranquils. La passivitat de la femella facilita les coses. Els cadells solen néixer amb les orelles cap enrere. Tot just tres setmanes després del naixement comencen a desenvolupar la seva característica més diferencial, les orelles. Pot passar que no aconsegueixin desenvolupar-les del tot, fins i tot hi ha casos en què només una orella aconsegueix l'objectiu. Per evitar aquests problemes, els experts aconsellen no donar-los massa llet quan són nadons, perquè això provocaria que la força natural del desenvolupament no pugui competir contra la fermesa del cartílag.

## Prohibit l'aparellament familiar
Poc temps després que el 1974 es va decidir donar-li el caràcter de raça a aquest felí, es va introduir com a llei la prohibició del creuament d'aquests animals entre si, en produir-se nombrosos casos amb anomalies òssies greus. Es recomana que l'aparellament sigui amb altres races com el Scottish straight (descendent d'un Fold) o amb una raça semblant anomenada gat britànic de pèl curt.